# Андо Сакура
Сакура Андо (яп. 安藤 サクラ) — японська акторка. Найбільш відома роллю у фільмі Хірокадзу Корееди «Крамничні злодюжки» (2018).

## Фільмографія

### Кіно
| Рік  | Назва                                | Роль           | Примітки |
| ---- | ------------------------------------ | -------------- | -------- |
| 2006 | A Long Walk                          | Офіціантка     |          |
| 2007 | Out of the Wind                      | Маріко Івата   |          |
| 2008 | Love Exposure                        | Койке          |          |
| 2008 | Ain't No Tomorrows                   | Чізу           |          |
| 2009 | The Wonderful World of Captain Kuhio | Ріка           |          |
| 2009 | Crime or Punishment?!?               | Момо Мімікава  |          |
| 2010 | Sweet Little Lies                    | Міяко          |          |
| 2010 | A Crowd of Three                     | Кайо           |          |
| 2012 | Our Homeland                         | Рі             |          |
| 2012 | For Love's Sake                      | Ґамуко         |          |
| 2012 | The Samurai That Night               | Міка           |          |
| 2013 | Petal Dance                          | Мотоко         |          |
| 2013 | Yellow Elephant                      | Каню           |          |
| 2014 | Homeland                             | Міса           |          |
| 2014 | Otoko no Isshō                       | Місакі Акімото |          |
| 2014 | 0,5 mm                               | Сава Ямаґіші   |          |
| 2014 | «Кохання за 100 єн»                  | Ічіко Сайто    |          |
| 2015 | Shirakawa Yofune                     | Терако         |          |
| 2016 | Dias Police: Dirty Yellow Boys       | Юмеко          |          |
| 2017 | Reminiscences                        | Рьоко Нішіна   |          |
| 2017 | Tornado Girl                         | Ю Мікамі       |          |
| 2017 | Sound of Waves                       | Юко            |          |
| 2017 | Destiny: The Tale of Kamakura        |                |          |
| 2018 | «Крамничні злодюжки»                 | Нобуйо Шібата  |          |
| 2021 | The Great Yokai War: Guardians       | Кокакучо       |          |

### Телебачення
| Рік     | Назва                             | Роль            | Примітки     |
| ------- | --------------------------------- | --------------- | ------------ |
| 2011    | Still, Life Goes On               |                 |              |
| 2011    | Ohisama                           | Міцу Міямото    | Асадора      |
| 2012    | Penance                           |                 | Мінісеріал   |
| 2016    | Mamagoto                          | Хідеко Онджі    |              |
| 2018    | Magical × Heroine Magimajo Pures! |                 |              |
| 2018–19 | Manpuku                           | Фукуко Тачібана | Асадора      |
| 2019    | Mango no Ki no Shita de           | Місакі Тамія    | Телефільм    |
| 2019    | Idaten                            | Масае Касай     | Тайґа дорама |
| 2019    | Natsuzora                         |                 | Асадора      |
| 2021    | Ryūkō Kanbō                       | Харуко          | Телефільм    |

## Нагороди
| Рік  | Премія                                      | Категорія                          | Фільм                                   | Результат |
| ---- | ------------------------------------------- | ---------------------------------- | --------------------------------------- | --------- |
| 2010 | 31-й Йокогамський кінофестиваль             | Найкраща жіноча роль другого плану | Love Exposure                           | Перемога  |
| 2010 | 4-та Азійська кінопремія                    | Найкраща жіноча роль другого плану | A Crowd of Three                        | Номінація |
| 2011 | 84-та Кінема Дзюмпо                         | Найкраща жіноча роль другого плану | A Crowd of Three                        | Перемога  |
| 2012 | 37-ма Кінопремія «Хочі»                     | Найкраща жіноча роль другого плану | For Love's Sake, The Samurai That Night | Перемога  |
| 2012 | 34-й Йокогамський кінофестиваль             | Найкраща жіноча роль другого плану | For Love's Sake, The Samurai That Night | Перемога  |
| 2013 | 86-та «Кінема Дзюмпо»                       | Найкраща жіноча роль другого плану | For Love's Sake, The Samurai That Night | Перемога  |
| 2013 | 86-та «Кінема Дзюмпо»                       | Найкраща жіноча роль               | Our Homeland                            | Перемога  |
| 2013 | 55-та «Блакитна стрічка»                    | Найкраща жіноча роль               | Our Homeland                            | Перемога  |
| 2013 | 22-га Премія японських кінокритиків         | Найкраща жіноча роль               | Our Homeland                            | Перемога  |
| 2013 | 67-ма «Майнічі»                             | Найкраща жіноча роль другого плану | For Love's Sake                         | Перемога  |
| 2015 | 38-ма Премія Японської академії             | Найкраща жіноча роль               | 0,5 mm                                  | Номінація |
| 2015 | 57-ма «Блакитна стрічка»                    | Найкраща жіноча роль               | 0,5 mm, «Кохання за 100 єн»             | Перемога  |
| 2015 | 24-та Премія японських кінокритиків         | Найкраща жіноча роль               | 0,5 mm, «Кохання за 100 єн»             | Перемога  |
| 2015 | 88-ма «Кінема Дзюмпо»                       | Найкраща жіноча роль               | «Кохання за 100 єн»                     | Перемога  |
| 2015 | 69-та «Майнічі»                             | Найкраща жіноча роль               | 0,5 mm                                  | Перемога  |
| 2016 | 39-та Премія японської академії             | Найкраща жіноча роль               | «Кохання за 100 єн»                     | Перемога  |
| 2018 | 27-ма Кінопремія «Tokyo Sports»             | Найкраща жіноча роль другого плану | Reminiscence                            | Номінація |
| 2018 | 43-тя Кінопремія «Хочі»                     | Найкраща жіноча роль               | «Крамничні злодюжки»                    | Номінація |
| 2018 | 31-ша Кінопремія «Nikkan Sports»            | Найкраща жіноча роль               | «Крамничні злодюжки»                    | Перемога  |
| 2018 | 31-ша Кінопремія «Nikkan Sports»            | Найкраща жіноча роль другого плану | Destiny: The Tale of Kamakura           | Номінація |
| 2018 | 23-тя Премія флоридського кола кінокритиків | Найкраща жіноча роль другого плану | Shoplifters                             | Перемога  |
| 2019 | 40-й Йокогамський кінофестиваль             | Найкраща жіноча роль               | Shoplifters                             | Перемога  |
| 2019 | 73-тя Кінопремія «Майнічі»                  | Найкраща жіноча роль               | Shoplifters                             | Перемога  |
| 2019 | 61-ша «Блакитна стрічка»                    | Найкраща жіноча роль               | «Крамничні злодюжки»                    | Номінація |
| 2019 | 28-ма Кінопремія «Tokyo Sports»             | Найкраща жіноча роль               | «Крамничні злодюжки»                    | Перемога  |
| 2019 | 92-га «Кінема Дзюмпо»                       | Найкраща жіноча роль               | «Крамничні злодюжки»                    | Перемога  |
| 2019 | 42-га Премія японської академії             | Найкраща жіноча роль               | «Крамничні злодюжки»                    | Перемога  |
| 2019 | 13-та Азійська кінопремія                   | Найкраща жіноча роль               | «Крамничні злодюжки»                    | Номінація |